# 4356 Marathon
4356 Marathon è un asteroide della fascia principale del diametro medio di circa 12,36 km. Scoperto nel 1960, presenta un'orbita caratterizzata da un semiasse maggiore pari a 2,7984446 UA e da un'eccentricità di 0,1938910, inclinata di 7,46108° rispetto all'eclittica.